# 加藤寛 (サッカー指導者)
加藤 寛（かとう ひろし、1951年1月29日 - ）は、兵庫県神戸市出身（生まれは岡山県久米郡）のサッカー指導者。元ヴィッセル神戸監督。1977年から1998年まで日本サッカー協会ナショナルトレセンコーチも務めていたほか、兵庫県サッカー協会常務理事・日本クラブユースサッカー連盟理事なども務め、神戸アスリートタウンクラブの設立など、関西を中心にサッカーの普及に尽力している。父親は神戸フットボールクラブ創設者の1人である加藤正信。

## 来歴
父親の影響でサッカーを始め、神戸市立上野中学校、神戸市立葺合高等学校を経て、大阪体育大学に進学。大学1年生のときには第1回FIFAコーチング・スクールでデットマール・クラマーの助手を務めた。
1973年、大学卒業後に神戸FCの技術職員（コーチ）となる。
1995年にヴィッセル神戸へ出向し、ホームタウン事業部次長を務める。以後同チームのユース監督、ヴィッセルサッカースクールマスター、育成普及部長を歴任。
1995年にJFA 公認S級コーチライセンスを取得しており、1997年の年末には前監督のスチュワート・バクスターの解任に伴いトップチームの監督（実質的な代行）を務めた。
2004年10月、前監督のイワン・ハシェックが更迭されたことを受けて、再びヴィッセルの監督に就任し、同年末まで監督を務めた。ただ2004年に関しては、当時同チームでS級コーチライセンスを持っていたのが加藤しかいなかったための暫定措置で、実質的なチームの指揮はコーチの松山博明が執っていた。
2009年から2017年まで神戸親和女子大学女子サッカー部監督、同校教授を務めた。